# 角距離

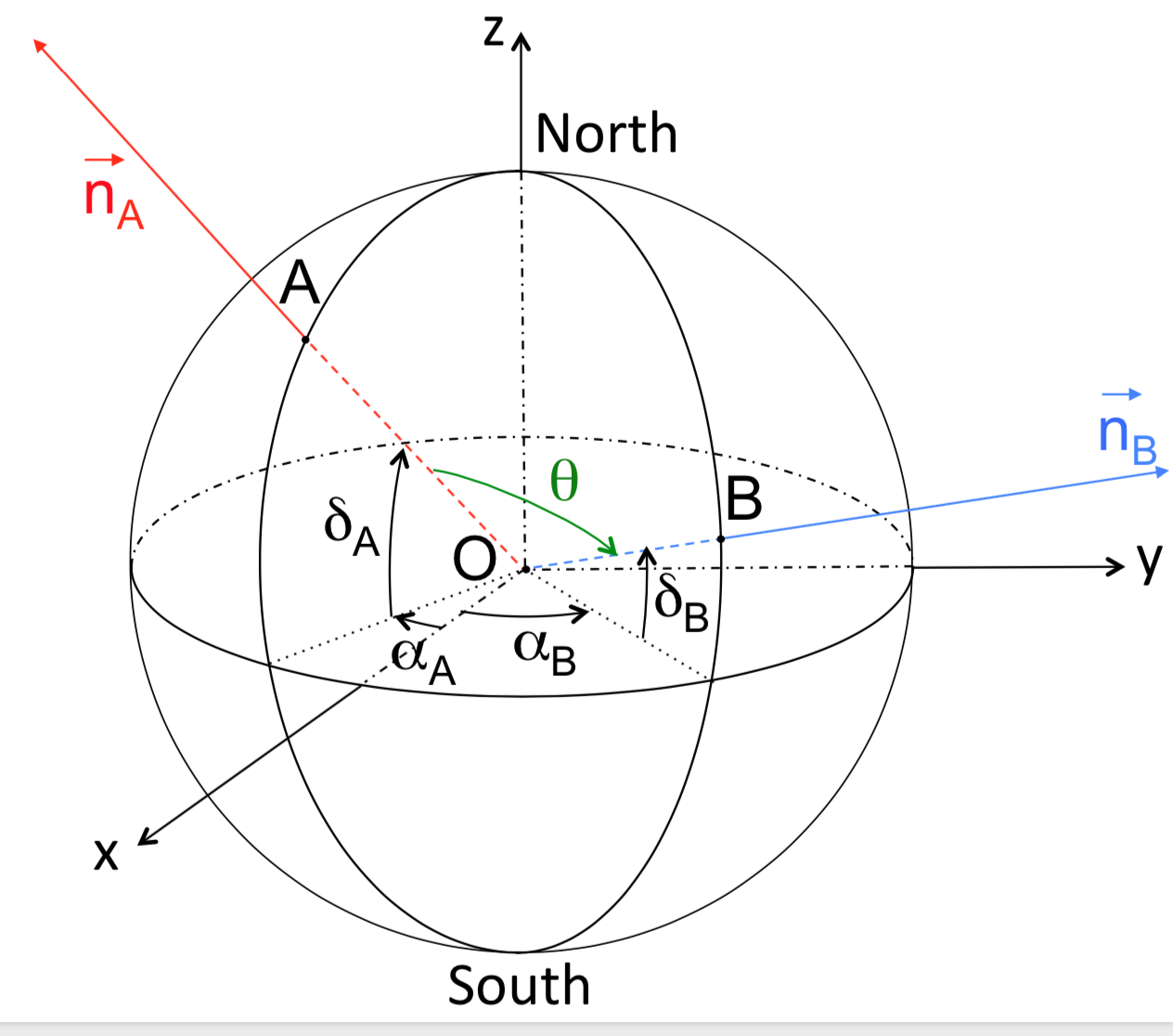
Angular separation between points A and B as seen from O

角距離，也稱為角分離、視距離、或視分離，在數學(特別是幾何學和三角學)和自然科學(包括天文學、地質學等等)，從不同於兩個點物體的位置（即第三點）觀察這兩個物體，由觀測者指向這兩個物體的直線之間所夾角度的大小。角距離(或分離)與角度本身是同義的，但意義卻是對兩個天體(對恆星，是當從地球觀測)之間線距離的建議(通常是很大或未知的)。

## 測量
由於角距離(或分離)是與角度相同的觀念，他被用相同的單位來測量，像是角度或弧度，使用像是量角器或光學儀器，特別是設計用於明確指示方向的點和紀錄相對應的角度(像是望遠鏡)。

## 方程式
為了以弧秒計算聯星系統、系外行星、太陽系天體、和其它天體的角距離，我們以AU顯示的軌道距離(半長軸)除以用秒差距表示的恆星距離。
{\displaystyle \theta ={\frac {a}{D}}}